# Jasmina Janković
Pour les articles homonymes, voir Janković.
Jasmina Janković, née le 6 décembre 1986 à Doboj, en Yougoslavie, est une handballeuse internationale néerlandaise évoluant au poste de gardienne de but.

## Biographie
Elle a participé au tournoi féminin de handball aux Jeux olympiques d'été de 2016 en tant que remplaçante de Tess Wester.
En décembre 2017, elle décroche une médaille de bronze lors du championnat du monde en remportant le match pour la troisième place face à la Suède.
Pour la saison 2018-2019, elle s'engage en faveur de Toulon Saint-Cyr.
Après une saison à Toulon, elle rejoint le club allemand de Frisch Auf Göppingen, où elle a déjà évolué entre 2011 et 2014.

## Palmarès

### En sélection
Jeux olympiques
- 4e place aux Jeux olympiques de 2016 à Rio de Janeiro au Brésil

championnats du monde
- troisième du championnat du monde 2017

championnats d'Europe
- finaliste du championnat d'Europe 2016